# 재춘법
재춘법의 원리는 한자를 기본 한자들의 조합으로 파악하는 것이다. 그리고 이들 기본 한자들의 한글 음으로 파자, 입력하여 한자들을 입력한다. 그리고 한 문자를 임의 지정하는 ? 나 여러 문자들을 임의 지정하는 * 같은 와일드 문자도 사용할 수 있다. 이것은 복잡한 한자들에 있는 구성요소들을 다 입력하지 못할 때 유용하게 사용할 수 있다.

## 예
예를 들어 軌(궤)자의 경우 재춘법은 '車(차)'와 '九(구)'로 파자하고 이들의 한글음인 '차구'로 입력할 수 있다. 비슷한 예로,
鴨(압) = 甲(갑) + 鳥(조) = '갑조'
鴨이라는 글자를 입력하려고 할 때 입력자가 이 글자를 모르더라도 甲, 鳥와 같은 기본글자의 음가만 알면 '갑조'라고 입력함으로써 鴨을 입력할 수 있다. (실제로 KSC5601의 4888자의 한자 중 '갑조'에 해당하는 한자는 鴨자 한 자뿐이다.)
乫자의 경우 아래와 같이 두 가지 방식으로 파자할 수 있다. 따라서, '가을'과 '력구을' 두가지 방식으로 입력할 수 있다.
乫(갈) = 加(가) + 乙(을) = '가을' 또는
乫(갈) = 力(력) + 口(구) + 乙(을) = '력구을'
渾의 경우 '수군'이라고 입력하면 된다.
渾(흔) = 水(수) + 軍(군) = '수군'
阜(부)를 모를 경우 '?면원'으로 입력해서 찾을 수 있다.
院 = 阜(부) + 면 + 元(원)
議(의)'를 입력할 때 我(아)만 아는 경우 '*아' 로 입력하면 끝이 '아'로 끝나는 한자중에서 議(의)를 입력할 수 있다.

## 장점
재춘법의 이점은 크게 2가지로 요약할 수 있다.
- 배우기가 쉽다. 다른 파자법인 뿌리법, 정마법이 한달 정도의 교육기간이 소요됨에 비해 재춘법은 30분정도의 사용법만을 듣고도 쉽게 사용할 수 있다.
- 아직 알려지지 않은 글자의 입력에 유리하다. 전통적인 "한글음가에 의한 입력", "부수획수에 의한 입력"의 경우 한글음가나 부수, 획수가 이미 확정된 경우에만 가능하며 확정되었다고 하더라도 한자의 바른음가, 바른 부수를 찾는 것은 전문가라고해도 쉬운일이 아니다.

재춘법으로 인해 한자지식이 없는 일반 사용자들이 쉽게 한자를 찾고 입력할 수 있다.

## 같이 보기
- 유니코드 CJK IME